# Civitavecchia Calcio 1982-1983
Questa voce raccoglie le informazioni riguardanti il Civitavecchia Calcio nelle competizioni ufficiali della stagione 1982-1983.

## Rosa
| N. |                   | Ruolo | Calciatore          |
| -- | ----------------- | ----- | ------------------- |
|    | Italia (bandiera) | D     | Fabrizio Biferari   |
|    | Italia (bandiera) | A     | Marco Bottega       |
|    | Italia (bandiera) | A     | Umberto Bracciali   |
|    | Italia (bandiera) |       | Bucciarelli         |
|    | Italia (bandiera) | A     | Marco Campolongo    |
|    | Italia (bandiera) | D     | Leonardo Capezzuoli |
|    | Italia (bandiera) | C     | Marco Ciannavei     |
|    | Italia (bandiera) | C     | Gaudenzio Colla     |
|    | Italia (bandiera) | P     | Ernesto De Felici   |
|    | Italia (bandiera) | D     | Claudio Fazzini     |
|    | Italia (bandiera) | D     | Pierluigi Gorla     |
|    | Italia (bandiera) | D     | Giuseppe Leggieri   |
|    | Italia (bandiera) |       | Marcelletti         |

| N. |                   | Ruolo | Calciatore          |
| -- | ----------------- | ----- | ------------------- |
|    | Italia (bandiera) | P     | Aldo Nardin         |
|    | Italia (bandiera) | C     | Silvano Olivetti    |
|    | Italia (bandiera) | A     | Luigi Palmulli      |
|    | Italia (bandiera) |       | Paoli               |
|    | Italia (bandiera) | D     | Primo Petronilli    |
|    | Italia (bandiera) | D     | Salvatore Polverino |
|    | Italia (bandiera) | C     | Elvio Salvori       |
|    | Italia (bandiera) | D     | Massimo Salzano     |
|    | Italia (bandiera) | D     | Marco Scisciola     |
|    | Italia (bandiera) | A     | Alessandro Tatti    |
|    | Italia (bandiera) | C     | Franco Tintisona    |
|    | Italia (bandiera) | C     | Carlo Vincenzi      |
|    | Italia (bandiera) | D     | Fabrizio Zampolini  |